# Râul Șipotele, Telejenel
Râul Șipotele este un curs de apă afluent al râului Telejenel. 

## Hărți
- Harta Județului Prahova
- Harta Munții Ciucaș  Arhivat în 30 martie 2010, la Wayback Machine.